# 刘菁
刘菁，（1975年4月23日—），中国职业围棋棋手，出生于贵州省，8岁开始学棋，12岁进国家队。1986年定为职业初段，1998年升八段。他的妻子是原女子国际象棋世界冠军許昱華。

## 比赛成绩
- 1989年获全国少年赛冠军，
- 1991年进入新体育杯赛循环圈，第6届棋王赛本战亚军。
- 1992年第3届“霜花杯”赛第二名，
- 1996年第九届名人赛循环圈战第二名，
- 1999年CCTV杯亚军，1999年全国甲级联赛团体冠军，
- 2000年全国甲级联赛团体冠军、名人战四强。
- 2001年10月获第3届阿含桐山杯冠军。
- 2001年、2002年全国围甲联赛团体冠军。
- 2005年围甲团体亚军。
- 2007年战胜赵治勋，进入第12届LG杯世界围棋棋王战前八名。